# Governatorato della Terra Australis

Mappa del governatorato spagnolo della Terra Australis (1539-1555), successivamente incorporata nella Capitaneria generale del Cile a partire dal governo di Jerónimo de Alderete, su richiesta di Pedro de Valdivia, che ne chiese la fusione dei due territori prima della sua morte nel 1553, decisione concessa dalla Corte e tramandata ai futuri governatori del Cile.

La gobernación della Terra Australis (in italiano governatorato de la Terra Australis), o governatorato di Pedro Sancho de la Hoz, fu una provincia dell'Impero spagnolo che comprendeva tutti i territori a sud dello Stretto di Magellano fino al Polo Sud, con il limite orientale stabilito dalla linea del Trattato di Tordesillas del 1494 e il limite occidentale dalla linea del Trattato di Saragozza del 1529. Confinava a nord con il governatorato della Nuova León.
Fu creata attraverso la Capitolazione di Pedro Sancho de la Hoz del 24 gennaio 1539 stipulata tra il re Carlo I di Spagna e l'esploratore spagnolo. La conoscenza geografica dell'epoca era tale che si considerava la Terra del Fuoco come parte del continente della Terra Australis. Nel 1603, l'ammiraglio Gabriel de Castilla, partito da Valparaíso per esplorare le coste del Cile, raggiunse la costa sud-occidentale arrivando al grado 64 sud, scoprendo le prime terre antartiche, e solo nel 1616 fu scoperto il Capo Horn.

## Storia
Pedro Sancho de la Hoz ottenne il titolo di adelantado nel 1539, il quale si trasformò immediatamente in quello di governatore al momento della conquista dei territori assegnati.
(Capitolazione di Pedro Sancho de la Hoz)
Tuttavia, ciò non si concretizzò e l'adelantado cedette i suoi diritti il 2 agosto 1540 a Pedro de Valdivia mentre entrambi si trovavano ad Atacama, dopo essere stato perdonato più volte da quest'ultimo quando de la Hoz aveva cercato di ucciderlo.

## Governatori
- 1539-1540 Pedro Sancho de la Hoz
- 1540-1553 Pedro de Valdivia
- 1554-1555 Jerónimo de Alderete